# Argentina ai Giochi della XXXIII Olimpiade
L'Argentina ha partecipato ai Giochi della XXXIII Olimpiade, svoltisi a Parigi dal 26 luglio all'11 agosto 2024, con una delegazione di 148 atleti (incluse le riserve), 112 uomini e 36 donne, in 23 sport e 25 discipline.

## Medagliere

### Medaglie
| Medaglia | Nome | Sport           | Evento                 |
| -------- | --- | --------------- | ---------------------- |
| Oro      | José Torres | Ciclismo        | BMX freestyle maschile |
| Argento  | Mateo Majdalani Eugenia Bosco | Vela            | Nacra 17               |
| Bronzo   | Sofía Toccalino Agustina Gorzelany Valentina Raposo Agostina Alonso Agustina Albertario María José Granatto Cristina Cosentino Rocío Sánchez Moccia Victoria Sauze Sofía Cairó Eugenia Trinchinetti Lara Casas Juana Castellaro Pilar Campoy Julieta Jankunas Zoe Díaz | Hockey su prato | Torneo femminile       |

## Delegazione
| Sport              | Uomini | Donne | Totale |
| ------------------ | ------ | ----- | ------ |
| Atletica leggera   | 3      | 3     | 6      |
| Calcio             | 18     | 0     | 18     |
| Canoa/kayak        | 1      | 1     | 2      |
| Canottaggio        | 2      | 2     | 4      |
| Ciclismo           | 4      | 0     | 4      |
| Equitazione        | 1      | 0     | 1      |
| Golf               | 2      | 0     | 2      |
| Hockey su prato    | 19     | 19    | 38     |
| Judo               | 0      | 1     | 1      |
| Nuoto              | 1      | 2     | 3      |
| Pallamano          | 17     | 0     | 17     |
| Pallavolo          | 13     | 0     | 13     |
| Pentathlon moderno | 1      | 0     | 1      |
| Rugby a 7          | 13     | 0     | 12     |
| Scherma            | 1      | 0     | 1      |
| Skateboard         | 2      | 0     | 2      |
| Taekwondo          | 1      | 0     | 1      |
| Tennis             | 6      | 2     | 8      |
| Tennistavolo       | 1      | 0     | 1      |
| Tiro con l'arco    | 1      | 0     | 1      |
| Tiro               | 2      | 1     | 3      |
| Triathlon          | 0      | 1     | 1      |
| Vela               | 3      | 4     | 7      |
| Totale             | 112    | 36    | 148    |

## Risultati

### Atletica leggera
| Q | Qualificato al turno successivo per la posizione in qualificazione                                                           |
| q | Qualificato per il turno successivo per ripescaggio o, negli eventi su campo, conquistando la misura minima per qualificarsi |

Maschile
Eventi su pista e strada
| Atleta          | Evento      | Batteria  | Batteria  | Semifinale | Semifinale | Finale          | Finale          |
| Atleta          | Evento      | Risultato | Posizione | Risultato  | Posizione  | Risultato       | Posizione       |
| --------------- | ----------- | --------- | --------- | ---------- | ---------- | --------------- | --------------- |
| Elián Larregina | 400 m piani | 47'80"    | 44        | 45'02      | 6          | non qualificato | non qualificato |

Eventi su campo
| Atleta         | Evento              | Qualifica | Qualifica | Finale          | Finale          |
| Atleta         | Evento              | Misura    | Posizione | Misura          | Posizione       |
| -------------- | ------------------- | --------- | --------- | --------------- | --------------- |
| Nazareno Sasia | Getto del peso      | 19.33     | 23        | non qualificato | non qualificato |
| Joaquín Gómez  | Lancio del martello | 72.10     | 22        | non qualificato | non qualificato |

Femminile
Eventi su pista e strada
| Atleta            | Evento       | Batteria  | Batteria  | Semifinale | Semifinale | Finale          | Finale          |
| Atleta            | Evento       | Risultato | Posizione | Risultato  | Posizione  | Risultato       | Posizione       |
| ----------------- | ------------ | --------- | --------- | ---------- | ---------- | --------------- | --------------- |
| Belén Casetta     | 3000 m siepi | 9'34"78   | 34        | N.D.       | N.D.       | non qualificato | non qualificato |
| Florencia Borelli | Maratona     | N.D.      | N.D.      | N.D.       | N.D.       | 2'29"29         | 21              |
| Daiana Ocampo     | Maratona     | N.D.      | N.D.      | N.D.       | N.D.       | 2'32"02         | 41              |

### Calcio
| Squadra            | Torneo   | Girone               | Girone               | Girone               | Girone | Quarti               | Semifinali           | Finale / FB          | Pos. |
| Squadra            | Torneo   | Avversario Risultato | Avversario Risultato | Avversario Risultato | Pos.   | Avversario Risultato | Avversario Risultato | Avversario Risultato | Pos. |
| ------------------ | -------- | -------------------- | -------------------- | -------------------- | ------ | -------------------- | -------------------- | -------------------- | ---- |
| Nazionale maschile | Maschile | Marocco P 1-2        | Iraq V 3-1           | Ucraina V 2-0        | 2 Q    | Francia P 0-1        | non qualificata      | non qualificata      | 7    |

### Canoa/Kayak

#### Velocità
Legenda: FA=Finale A (per le medaglie); FB=Finale B (non-medaglie); Q=Qualificato al turno successivo per la posizione in qualificazione; q=Qualificato al turno successivo per ripescaggio; QF=Quarti di finale; SA/B=Semifinali A/B
Maschile
| Atleta          | Evento     | Batteria | Batteria   | Quarti di finale | Quarti di finale | Semifinale | Semifinale | Finale  | Finale     |
| Atleta          | Evento     | Tempo    | Classifica | Tempo            | Classifica       | Tempo      | Classifica | Tempo   | Classifica |
| --------------- | ---------- | -------- | ---------- | ---------------- | ---------------- | ---------- | ---------- | ------- | ---------- |
| Agustín Vernice | K-1 1000 m | 3'27"18  | 2 SA/B     | non disputato    | non disputato    | 3'28"18    | 2 FA       | 3'28"10 | 4          |

Femminile
| Atleta       | Evento     | Batteria | Batteria   | Quarti di finale | Quarti di finale | Semifinale | Semifinale | Finale  | Finale     |
| Atleta       | Evento     | Tempo    | Classifica | Tempo            | Classifica       | Tempo      | Classifica | Tempo   | Classifica |
| ------------ | ---------- | -------- | ---------- | ---------------- | ---------------- | ---------- | ---------- | ------- | ---------- |
| Brenda Rojas | K-1 1500 m | 1'52"68  | 2 SA/B     | non disputato    | non disputato    | 1'53"35    | 6 FB       | 1'53"88 | 20         |

### Canottaggio
Maschile
| Atleta                           | Evento                   | Batteria | Batteria  | Quarti di finale | Quarti di finale | Semifinali | Semifinali | Finale  | Finale    |
| Atleta                           | Evento                   | Tempo    | Posizione | Tempo            | Posizione        | Tempo      | Posizione  | Tempo   | Posizione |
| -------------------------------- | ------------------------ | -------- | --------- | ---------------- | ---------------- | ---------- | ---------- | ------- | --------- |
| Alejandro Colomino Pedro Dickson | 2 di coppia pesi leggeri | 7'04"34  | 6 R       | non disputato    | non disputato    | 6'51"59    | 6 FB       | 6'31"86 | 12        |

Legenda: FA=Finale A (per le medaglie); FB=Finale B (non-medaglia); FC=Finale C (non-medaglial); FD=Finale D (non-medaglia); FE=Finale E (non-medaglia); FF=Finale F (non-medaglia); SA/B=Semifinali A/B; SC/D=Semifinali C/D; SE/F=Semifinali E/F; QF=Quarti di finale; R=Ripescaggio
Femminile
| Atleta                         | Evento                   | Batteria | Batteria  | Ripescaggio | Ripescaggio | Semifinali | Semifinali | Finale  | Finale    |
| Atleta                         | Evento                   | Tempo    | Posizione | Tempo       | Posizione   | Tempo      | Posizione  | Tempo   | Posizione |
| ------------------------------ | ------------------------ | -------- | --------- | ----------- | ----------- | ---------- | ---------- | ------- | --------- |
| Sonia Baluzzo Evelyn Silvestro | 2 di coppia pesi leggeri | 7'36"43  | 6 R       | 7'29"76     | 3 SA/B      | 7'33"41    | 6 FB       | 7'25"86 | 12        |

Legenda: FA=Finale A (per le medaglie); FB=Finale B (non-medaglia); FC=Finale C (non-medaglial); FD=Finale D (non-medaglia); FE=Finale E (non-medaglia); FF=Finale F (non-medaglia); SA/B=Semifinali A/B; SC/D=Semifinali C/D; SE/F=Semifinali E/F; QF=Quarti di finale; R=Ripescaggio
|}

### Ciclismo

#### Ciclismo su strada
Maschile
| Atleta            | Evento         | Tempo   | Posizione |
| ----------------- | -------------- | ------- | --------- |
| Eduardo Sepúlveda | Corsa in linea | 6'28"31 | 54        |

### Equitazione

#### Salto a ostacoli
| Atleta             | Cavallo    | Gara        | Qualificazione | Qualificazione | Finale   | Finale    |
| Atleta             | Cavallo    | Gara        | Penalità       | Posizione      | Penalità | Posizione |
| ------------------ | ---------- | ----------- | -------------- | -------------- | -------- | --------- |
| José Maria Larocca | Finn Lente | Individuale | 4              | 29 Q           | 20       | 25        |

### Golf
| Atleta          | Evento   | Round 1   | Round 2   | Round 3   | Round 4   | Totale | Totale | Totale     |
| Atleta          | Evento   | Punteggio | Punteggio | Punteggio | Punteggio | Totale | Par    | Classifica |
| --------------- | -------- | --------- | --------- | --------- | --------- | ------ | ------ | ---------- |
| Emiliano Grillo | Maschile | 68        | 75        | 75        | 68        | 284    | E      | T43        |
| Alejandro Tosti | Maschile | 68        | 69        | 69        | 70        | 276    | -8     | T18        |

### Hockey su prato
| Squadra             | Torneo    | Girone               | Girone               | Girone               | Girone               | Girone               | Girone | Quarti                   | Semifinali           | Finale                 | Pos. |
| Squadra             | Torneo    | Avversario Punteggio | Avversario Punteggio | Avversario Punteggio | Avversario Punteggio | Avversario Punteggio | Pos.   | Avversario Punteggio     | Avversario Punteggio | Avversario Punteggio   | Pos. |
| ------------------- | --------- | -------------------- | -------------------- | -------------------- | -------------------- | -------------------- | ------ | ------------------------ | -------------------- | ---------------------- | ---- |
| Nazionale maschile  | Maschile  | Australia P 0-1      | India P 1-1          | Nuova Zelanda V 2-0  | Irlanda V 2-1        | Belgio P 3-3         | 4 Q    | Germania P 2-3           | non qualificata      | non qualificata        | 8    |
| Nazionale femminile | Femminile | Stati Uniti V 4-1    | Sudafrica V 4-2      | Spagna V 2-1         | Australia P 3-3      | Regno Unito V 3-0    | 2 Q    | Germania V 1-1 (2-0 tdr) | Paesi Bassi P 0-3    | Belgio V 2-2 (3-1 tdr) |      |

### Judo
| Atleta      | Evento | 16-esimi             | Ottavi               | Quarti               | Semifinali           | Ripescaggio          | Med. bronzo          | Finale               | Posizione       |
| Atleta      | Evento | Avversario Risultato | Avversario Risultato | Avversario Risultato | Avversario Risultato | Avversario Risultato | Avversario Risultato | Avversario Risultato | Posizione       |
| ----------- | ------ | -------------------- | -------------------- | -------------------- | -------------------- | -------------------- | -------------------- | -------------------- | --------------- |
| Sofia Fiora | −52 kg | Ndiaye P 0-10        | non qualificata      | non qualificata      | non qualificata      | non qualificata      | non qualificata      | non qualificata      | non qualificata |

### Nuoto
Maschile
| Atleta         | Evento      | Batterie | Batterie  | Semifinali      | Semifinali      | Finale          | Finale          |
| Atleta         | Evento      | Tempo    | Posizione | Tempo           | Posizione       | Tempo           | Posizione       |
| -------------- | ----------- | -------- | --------- | --------------- | --------------- | --------------- | --------------- |
| Ulises Saravia | 100 m dorso | 55"03    | 35        | non qualificato | non qualificato | non qualificato | non qualificato |

Femminile
| Atleta            | Evento             | Batterie | Batterie  | Semifinali      | Semifinali      | Finale          | Finale          |
| Atleta            | Evento             | Tempo    | Posizione | Tempo           | Posizione       | Tempo           | Posizione       |
| ----------------- | ------------------ | -------- | --------- | --------------- | --------------- | --------------- | --------------- |
| Agostina Hein     | 400 m stile libero | 4'14"24  | 18        | non qualificata | non qualificata | non qualificata | non qualificata |
| Agostina Hein     | 800 m stile libero | 8'37"43  | 14        | non qualificata | non qualificata | non qualificata | non qualificata |
| Macarena Ceballos | 100 m dorso        | 1'06"89  | 16 Q      | 1'07"31         | 15              | non qualificata | non qualificata |
| Macarena Ceballos | 200 m dorso        | 2'26"55  | 18        | non qualificata | non qualificata | non qualificata | non qualificata |

### Pallamano
| Squadra            | Torneo   | Girone               | Girone               | Girone               | Girone               | Girone               | Girone | Quarti               | Semifinali           | Finale               | Pos. |
| Squadra            | Torneo   | Avversario Punteggio | Avversario Punteggio | Avversario Punteggio | Avversario Punteggio | Avversario Punteggio | Pos.   | Avversario Punteggio | Avversario Punteggio | Avversario Punteggio | Pos. |
| ------------------ | -------- | -------------------- | -------------------- | -------------------- | -------------------- | -------------------- | ------ | -------------------- | -------------------- | -------------------- | ---- |
| Nazionale maschile | Maschile | Norvegia P 31-36     | Ungheria P 25-35     | Danimarca P 27-38    | Francia P 21-28      | Egitto P 27-34       | 6      | non qualificata'     | non qualificata'     | non qualificata'     | 12   |

### Pallavolo
| Squadra                           | Torneo   | Girone               | Girone               | Girone               | Girone | Quarti               | Semifinali           | Finale               | Pos. |
| Squadra                           | Torneo   | Avversario Punteggio | Avversario Punteggio | Avversario Punteggio | Pos.   | Avversario Punteggio | Avversario Punteggio | Avversario Punteggio | Pos. |
| --------------------------------- | -------- | -------------------- | -------------------- | -------------------- | ------ | -------------------- | -------------------- | -------------------- | ---- |
| Nazionale maschile (Convocazioni) | Maschile | Stati Uniti P 0-3    | Giappone P 1-3       | Germania P 0-3       | 4      | non qualificata      | non qualificata      | non qualificata      | 11   |

### Pentathlon moderno
| Atleta         | Evento        | Evento     | Scherma         | Scherma         | Scherma         | Nuoto           | Nuoto           | Nuoto           | Equitazione     | Equitazione     | Equitazione     | Combinato (corsa e pistola) | Combinato (corsa e pistola) | Combinato (corsa e pistola) | Totale          | Posizione finale |
| Atleta         | Evento        | Evento     | Risultati       | Pos.            | Punti           | Tempo           | Pos.            | Punti           | Penalità        | Pos.            | Punti           | Tempo                       | Pos.                        | Punti                       | Totale          | Posizione finale |
| -------------- | ------------- | ---------- | --------------- | --------------- | --------------- | --------------- | --------------- | --------------- | --------------- | --------------- | --------------- | --------------------------- | --------------------------- | --------------------------- | --------------- | ---------------- |
| Franco Serrano | Gara maschile | Semifinale | 202             | 13              | 202             | 2'02"56         | 9               | 305             | 56.58           | 15              | 286             | 10'40"88                    | 15                          | 660                         | 1453            | 28               |
| Franco Serrano | Gara maschile | Finale     | non qualificato | non qualificato | non qualificato | non qualificato | non qualificato | non qualificato | non qualificato | non qualificato | non qualificato | non qualificato             | non qualificato             | non qualificato             | non qualificato | non qualificato  |

### Rugby a 7
| Squadra            | Torneo   | Girone               | Girone               | Girone               | Girone | Quarti               | Classifica            | Classifica           | Pos. |
| Squadra            | Torneo   | Avversario Punteggio | Avversario Punteggio | Avversario Punteggio | Pos.   | Avversario Punteggio | Avversario Punteggio  | Avversario Punteggio | Pos. |
| ------------------ | -------- | -------------------- | -------------------- | -------------------- | ------ | -------------------- | --------------------- | -------------------- | ---- |
| Nazionale maschile | Maschile | Kenya V 31-12        | Samoa V 28-12        | Australia P 14-22    | 2 Q    | Francia P 14-26      | Nuova Zelanda P 12-17 | Stati Uniti V 19-0   | 7    |

### Scherma
| Atleta           | Evento               | 32-esimi             | 16-esimi             | Ottavi               | Quarti               | Semifinali           | Finale               | Pos.            |
| Atleta           | Evento               | Avversario Punteggio | Avversario Punteggio | Avversario Punteggio | Avversario Punteggio | Avversario Punteggio | Avversario Punteggio | Pos.            |
| ---------------- | -------------------- | -------------------- | -------------------- | -------------------- | -------------------- | -------------------- | -------------------- | --------------- |
| Pascual di Tella | Sciabola individuale | Cauchon V 15-13      | El-Sissy P 11-15     | non qualificato      | non qualificato      | non qualificato      | non qualificato      | non qualificato |

### Skateboard
| Atleta           | Evento          | Qualificazione | Qualificazione | Finale          | Finale          |
| Atleta           | Evento          | Punteggio      | Pos.           | Punteggio       | Pos.            |
| ---------------- | --------------- | -------------- | -------------- | --------------- | --------------- |
| Matias Dell'Olio | Street maschile | 266.80         | 5              | 153.98          | 8               |
| Mauro Iglesias   | Street maschile | 24.09          | 10             | non qualificato | non qualificato |

### Taekwondo
| Atleta       | Evento | Ottavi                | Quarti               | Semifinale           | Ripescaggio Turno 1  | Ripescaggio Turno 2  | Finale               | Classifica      |
| Atleta       | Evento | Avversario Risultato  | Avversario Risultato | Avversario Risultato | Avversario Risultato | Avversario Risultato | Avversario Risultato | Classifica      |
| ------------ | ------ | --------------------- | -------------------- | -------------------- | -------------------- | -------------------- | -------------------- | --------------- |
| Lucas Guzmán | −58 kg | Salim P 0-6; 5-3; 0-3 | non qualificato      | non qualificato      | non qualificato      | non qualificato      | non qualificato      | non qualificato |

### Tennis
Maschile
| Atleta                                 | Evento  | 32-esimi     | 32-esimi        | 16-esimi      | 16-esimi             | Ottavi di finale | Ottavi di finale | Quarti di finale | Quarti di finale | Semifinali      | Semifinali      | Finale          | Finale          | Classifica      |
| Atleta                                 | Evento  | Avver.       | Punt.           | Avver.        | Punt.                | Avver.           | Punt.            | Avver.           | Punt.            | Avver.          | Punt.           | Avver.          | Punt.           | Classifica      |
| -------------------------------------- | ------- | ------------ | --------------- | ------------- | -------------------- | ---------------- | ---------------- | ---------------- | ---------------- | --------------- | --------------- | --------------- | --------------- | --------------- |
| Sebastián Báez                         | Singolo | Monteiro     | V 6-4; 6-3      | Hassan        | V 6-2; 3-6; 7-6(7-3) | Tsitsipas        | P 5-7; 1-6       | non qualificato  | non qualificato  | non qualificato | non qualificato | non qualificato | non qualificato | non qualificato |
| Francisco Cerúndolo                    | Singolo | Barrios Vera | V 6-2; 6-1      | Humbert       | V 7-5; 6-7(5-7); 7-5 | Ruud             | P 3-6; 4-6       | non qualificato  | non qualificato  | non qualificato | non qualificato | non qualificato | non qualificato | non qualificato |
| Tomás Martín Etcheverry                | Singolo | Seyboth Wild | V 7-6(9-7); 6-2 | Safiullin     | P 0-6; 6-7(1-7)      | non qualificato  | non qualificato  | non qualificato  | non qualificato  | non qualificato | non qualificato | non qualificato | non qualificato | non qualificato |
| Mariano Navone                         | Singolo | Borges       | V 6-2; 6-2      | Musetti       | P 6-7(2-7); 3-6      | non qualificato  | non qualificato  | non qualificato  | non qualificato  | non qualificato | non qualificato | non qualificato | non qualificato | non qualificato |
| Tomás Martín Etcheverry Mariano Navone | Doppio  | N.D.         | N.D.            | Haase/Rojer   | P 6-7(3-7); 6-7(4-7) | non qualificati  | non qualificati  | non qualificati  | non qualificati  | non qualificati | non qualificati | non qualificati | non qualificati | non qualificati |
| Máximo González Andrés Molteni         | Doppio  | N.D.         | N.D.            | Alcaraz/Nadal | P 6-7(4-7); 4-6      | non qualificati  | non qualificati  | non qualificati  | non qualificati  | non qualificati | non qualificati | non qualificati | non qualificati | non qualificati |

Femminile
| Atleta                              | Evento  | 32-esimi | 32-esimi        | 16-esimi        | 16-esimi        | Ottavi di finale     | Ottavi di finale | Quarti di finale | Quarti di finale | Semifinali      | Semifinali      | Finale          | Finale          | Classifica      |
| Atleta                              | Evento  | Avver.   | Punt.           | Avver.          | Punt.           | Avver.               | Punt.            | Avver.           | Punt.            | Avver.          | Punt.           | Avver.          | Punt.           | Classifica      |
| ----------------------------------- | ------- | -------- | --------------- | --------------- | --------------- | -------------------- | ---------------- | ---------------- | ---------------- | --------------- | --------------- | --------------- | --------------- | --------------- |
| María Lourdes Carlé                 | Singolo | Maria    | V 6-0; 6-0      | Gauff           | P 1-6; 1-6      | non qualificata      | non qualificata  | non qualificata  | non qualificata  | non qualificata | non qualificata | non qualificata | non qualificata | non qualificata |
| Nadia Podoroska                     | Singolo | Parry    | P 6-7(6-8); 5-7 | non qualificata | non qualificata | non qualificata      | non qualificata  | non qualificata  | non qualificata  | non qualificata | non qualificata | non qualificata | non qualificata | non qualificata |
| María Lourdes Carlé Nadia Podoroska | Doppio  | N.D.     | N.D.            | Korpatsch/Maria | V 6-3; 6-0      | Bucșa/Sorribes Tormo | P 3-6; 4-6       | non qualificate  | non qualificate  | non qualificate | non qualificate | non qualificate | non qualificate | non qualificate |

Misto
| Atleta                          | Evento | Ottavi di finale | Ottavi di finale       | Quarti di finale | Quarti di finale | Semifinali      | Semifinali      | Finale          | Finale          | Classifica      |
| Atleta                          | Evento | Avver.           | Punt.                  | Avver.           | Punt.            | Avver.          | Punt.           | Avver.          | Punt.           | Classifica      |
| ------------------------------- | ------ | ---------------- | ---------------------- | ---------------- | ---------------- | --------------- | --------------- | --------------- | --------------- | --------------- |
| Nadia Podoroska Máximo González | Doppio | Gauff/Fritz      | P 1-6; 7-6(8-6) [5-10] | non qualificati  | non qualificati  | non qualificati | non qualificati | non qualificati | non qualificati | non qualificati |

### Tennistavolo
| Atleta           | Evento  | 64-esimi      | 64-esimi      | 32-esimi | 32-esimi | 16-esimi        | 16-esimi        | Ottavi di finale | Ottavi di finale | Quarti di finale | Quarti di finale | Semifinali      | Semifinali      | Finale          | Finale          | Classifica      |
| Atleta           | Evento  | Avver.        | Punt.         | Avver.   | Punt.    | Avver.          | Punt.           | Avver.           | Punt.            | Avver.           | Punt.            | Avver.          | Punt.           | Avver.          | Punt.           | Classifica      |
| ---------------- | ------- | ------------- | ------------- | -------- | -------- | --------------- | --------------- | ---------------- | ---------------- | ---------------- | ---------------- | --------------- | --------------- | --------------- | --------------- | --------------- |
| Santiago Lorenzo | Singolo | non disputato | non disputato | Lebrun   | P 0-4    | non qualificato | non qualificato | non qualificato  | non qualificato  | non qualificato  | non qualificato  | non qualificato | non qualificato | non qualificato | non qualificato | non qualificato |

### Tiro a segno/volo
Maschile
| Atleta           | Evento                     | Qualificazione | Qualificazione | Finale          | Finale          |
| Atleta           | Evento                     | Punteggio      | Classifica     | Punteggio       | Classifica      |
| ---------------- | -------------------------- | -------------- | -------------- | --------------- | --------------- |
| Julián Gutiérrez | Pistola 10m aria compressa | 631.70         | 2 Q            | 122.80          | 8               |
| Federico Gil     | Skeet                      | 115            | 27             | non qualificato | non qualificato |

Femminile
| Atleta         | Evento                   | Qualificazione | Qualificazione | Finale          | Finale          |
| Atleta         | Evento                   | Punteggio      | Classifica     | Punteggio       | Classifica      |
| -------------- | ------------------------ | -------------- | -------------- | --------------- | --------------- |
| Fernanda Russo | Carabina 10m aria compr. | 625.40         | 30             | non qualificata | non qualificata |

Misto
| Atleta                          | Evento                                | Qualificazione | Qualificazione | Finale          | Finale          |
| Atleta                          | Evento                                | Punteggio      | Classifica     | Punteggio       | Classifica      |
| ------------------------------- | ------------------------------------- | -------------- | -------------- | --------------- | --------------- |
| Julián Gutiérrez Fernanda Russo | Carabina 10m aria compressa a squadre | 624.80         | 19             | non qualificati | non qualificati |

### Tiro con l'arco
Maschile
| Atleta             | Evento      | Round di qualificazione | Round di qualificazione | 32-esimi             | 16-esimi             | Ottavi               | Quarti               | Semifinali           | Finale/ Finale per il bronzo | Pos.            |
| Atleta             | Evento      | Punteggio               | Seed                    | Avversario Punteggio | Avversario Punteggio | Avversario Punteggio | Avversario Punteggio | Avversario Punteggio | Avversario Punteggio         | Pos.            |
| ------------------ | ----------- | ----------------------- | ----------------------- | -------------------- | -------------------- | -------------------- | -------------------- | -------------------- | ---------------------------- | --------------- |
| Damián Jajarabilla | Individuale | 643                     | 52                      | Sadikov P 2-6        | non qualificato      | non qualificato      | non qualificato      | non qualificato      | non qualificato              | non qualificato |

### Triathlon
| Atleta          | Evento      | Nuoto  | Trans. 1 | Ciclismo | Trans. 2 | Corsa  | Totale   | Classifica |
| --------------- | ----------- | ------ | -------- | -------- | -------- | ------ | -------- | ---------- |
| Romina Biagioli | Individuale | 24'09" | 0'56"    | 1h01'12" | 0'33"    | 38'46" | 2h05'36" | 47         |

### Vela
Maschile
| Atleta                     | Evento | Regata | Regata | Regata | Regata | Regata | Regata | Regata | Regata | Regata | Regata | Regata | Regata | Regata | Punteggio Netto | Classifica |
| Atleta                     | Evento | 1      | 2      | 3      | 4      | 5      | 6      | 7      | 8      | 9      | 10     | 11     | 12     | M      | Punteggio Netto | Classifica |
| -------------------------- | ------ | ------ | ------ | ------ | ------ | ------ | ------ | ------ | ------ | ------ | ------ | ------ | ------ | ------ | --------------- | ---------- |
| Francisco Guaragna Rigonat | ILCA 7 | 28     | 26     | 24     | DSQ    | 6      | 18     | 24     | 23     | C      | C      | N.D.   | N.D.   | EL     | 149             | 27         |

Femminile
| Atleta          | Evento | Regata | Regata | Regata | Regata | Regata | Regata | Regata | Regata | Regata | Regata | Regata | Regata | Regata | Regata | Regata     | Regata     | Regata     | Regata     | Regata     | Regata     | Regata | Regata | Regata | Regata          | Regata          | Regata          | Classifica finale |
| Atleta          | Evento | 1      | 2      | 3      | 4      | 5      | 6      | 7      | 8      | 9      | 10     | 11     | 12     | 13     | 14     | 15         | 16         | 17         | 18         | 19         | 20         | TOT    | PTS    | Rank   | QF              | SF              | F               | Classifica finale |
| --------------- | ------ | ------ | ------ | ------ | ------ | ------ | ------ | ------ | ------ | ------ | ------ | ------ | ------ | ------ | ------ | ---------- | ---------- | ---------- | ---------- | ---------- | ---------- | ------ | ------ | ------ | --------------- | --------------- | --------------- | ----------------- |
| Chiara Ferretti | IQFoil | 19     | 21     | 19     | 21     | 24     | 22     | 14     | 20     | 23     | 21     | 24     | 19     | 25     | 19     | Cancellata | Cancellata | Cancellata | Cancellata | Cancellata | Cancellata | 291    | 242    | 24     | non qualificata | non qualificata | non qualificata | 21                |

| Atleta            | Evento       | Regata | Regata | Regata | Regata | Regata | Regata | Regata     | Regata     | Regata     | Regata     | Regata     | Regata     | Regata     | Regata     | Regata     | Regata     | Regata | Regata | Regata          | Regata          | Regata          | Regata          | Regata          | Regata          | Regata          | Regata          | Regata          | Regata          | Regata          | Regata          | Classifica finale |
| Atleta            | Evento       | 1      | 2      | 3      | 4      | 5      | 6      | 7          | 8          | 9          | 10         | 11         | 12         | 13         | 14         | 15         | 16         | TOT    | PTS    | SF1             | SF2             | SF3             | SF4             | SF5             | SF6             | F1              | F2              | F3              | F4              | F5              | F6              | Classifica finale |
| ----------------- | ------------ | ------ | ------ | ------ | ------ | ------ | ------ | ---------- | ---------- | ---------- | ---------- | ---------- | ---------- | ---------- | ---------- | ---------- | ---------- | ------ | ------ | --------------- | --------------- | --------------- | --------------- | --------------- | --------------- | --------------- | --------------- | --------------- | --------------- | --------------- | --------------- | ----------------- |
| Catalina Turienzo | Formula Kite | 13     | 13     | 19     | 14     | 13     | 3      | Cancellata | Cancellata | Cancellata | Cancellata | Cancellata | Cancellata | Cancellata | Cancellata | Cancellata | Cancellata | 75     | 56     | non qualificata | non qualificata | non qualificata | non qualificata | non qualificata | non qualificata | non qualificata | non qualificata | non qualificata | non qualificata | non qualificata | non qualificata | 13                |

| Atleta        | Evento | Regata | Regata | Regata | Regata | Regata | Regata | Regata | Regata | Regata | Regata | Regata | Regata | Regata | Punteggio Netto | Classifica |
| Atleta        | Evento | 1      | 2      | 3      | 4      | 5      | 6      | 7      | 8      | 9      | 10     | 11     | 12     | M      | Punteggio Netto | Classifica |
| ------------- | ------ | ------ | ------ | ------ | ------ | ------ | ------ | ------ | ------ | ------ | ------ | ------ | ------ | ------ | --------------- | ---------- |
| Lucía Falasca | ILCA 6 | 35     | 11     | 14     | 33     | 11     | 5      | 10     | 16     | 2      | C      | N.D.   | N.D.   | EL     | 102             | 11         |

Misti
| Atleta                          | Evento   | Regata | Regata | Regata | Regata | Regata | Regata | Regata | Regata | Regata | Regata | Regata | Regata | Regata | Punteggio Netto | Classifica |
| Atleta                          | Evento   | 1      | 2      | 3      | 4      | 5      | 6      | 7      | 8      | 9      | 10     | 11     | 12     | M      | Punteggio Netto | Classifica |
| ------------------------------- | -------- | ------ | ------ | ------ | ------ | ------ | ------ | ------ | ------ | ------ | ------ | ------ | ------ | ------ | --------------- | ---------- |
| Mateo Majdalani Chiara Ferretti | Nacra 17 | 2      | 2      | 5      | 10     | 6      | 6      | 3      | 2      | 2      | 1      | 2      | 12     | 14     | 55              |            |